# Strand, Vännäs kommun
Strand är en bebyggelse i Vännäs kommun, Västerbottens län. SCB har här från 1990 avgränsat en småort. Vid avgränsningen 2020 klassades bebyggelsen som uppdelad i två småorter, denna och Strand syd, vilka 2023 åter klassades som en småort. 

## Historik
Den medeltida jordbruksbyn Strand låg ursprungligen invid Umeälvens södra strand, men återkommande översvämningar har lett till att byn flyttats söderut upp mot Strandberget.
År 1539 fanns det fyra hemman i byn. År 1602 drabbades byn av en mycket svår översvämning, och under många decennier på 1600-talet fanns endast två bönder i byn. Avvittring genomfördes 1785.
Laga skifte företogs 1843-44 och omfattade tio bönder. En av dessa ålades att flytta ut från bykärnan. Gårdarna låg vid denna tid grupperade i en klunga öster om Strandberget, sinsemellan förbundna av ett antal slingrande byvägar. Odlingsmarken låg till huvuddelen sydöst om byn.
Äldre ladugårdar var timrade, men på grund av fuktskador blev de tämligen kortlivade. Därför ersattes fähusdelen så småningom av tegel och på 1950-talet av lättbetong. De traditionella spåntaken har ersatts av pannplåt. 

## Strand idag
Strand är numera en långsträckt by med gårdarna grupperade i en gles rad på ömse sidor landsvägen. Gårdarna utgörs i huvudsak av traditionell jordbruksbebyggelse med insprängd villabebyggelse däremellan. I norra delen ligger gårdarna tätare i en klungform, sinsemellan förbundna av mindre byvägar. Öster om byn finns ett vidsträckt ladlandskap som sträcker sig ner mot älven och Bodbäcken. Detta landskap bildar tillsammans med odlingslandskapet i Överboda en sammanhängande storslagen enhet. En björkallé i norra delen av Strands by har sin motsvarighet i nordvästra delen av Överboda. Dessa alléer binder ytterligare samman de båda byarnas odlingslandskap.

### Gammgårdshälla
Gammgårdshälla är en fikaplats och mötesplats för Strands invånare, t.ex. hålls det en majbrasa där varje år. Gammgårdshälla sägs vara platsen som de första husen i Strand byggdes. 

## Kulturmiljö
Den avgränsade miljön avser Strands bybebyggelse och odlingslandskapet öster därom. Det nuvarande byläget daterar sig till 1600-talet, då stora översvämningar ledde till att gårdarna flyttades upp till Strandbergets fot från deras tidigare placering i älvens omedelbara närhet. En minnessten vid Gammgårdshällan markerar Strands tidigare lokalisering. Många gårdar är bra exempel på traditionell jordbruksbebyggelse. Miljön präglas av det öppna odlingslandskapet som förmedlar kunskap om ett månghundraårigt resursutnyttjande på den plats i kommunen som förmodligen först togs i anspråk för jordbruk. I detta kulturlandskap är ladorna och den björkallé som kantar vägen två viktiga inslag.